# Haynrode
Haynrode es un municipio situado en el distrito de Eichsfeld, en el estado federado de Turingia (Alemania), a una altitud de 350 metros. Su población a finales de 2016 era de unos 650 habitantes y su densidad poblacional, 43 hab/km².